# Laurance Labadie
Laurance Labadie (1898 - 1975) fue un anarquista individualista estadounidense y autor. Era el hijo del anarquista individualista estadounidense Joseph Labadie. Sus escritos incluyen Origin and Nature of Government y el Anarchism Applied to Economics.
En Anarchism Applied to Economics, Labadie escribe:. "En un mundo donde la desigualdad de capacidad es inevitable, los anarquistas no aprueban intento alguno de producir la igualdad por medios artificiales o autoritarios. La igualdad que postulan y se esfuerzan todo lo posible por defender sólo es la igualdad de oportunidad. Para ello se requiere el máximo de libertad para cada individuo. Esto no necesariamente se traducirá en la igualdad de ingresos o de riqueza, pero se traducirá en beneficios proporcionales a los servicios prestados. La libre competencia se encargará de ello. "(El subrayado es de Labadie)
Labadie era un partidario del derecho de la anulación del jurado en una sociedad anarquista. Criticó la propuesta de sistema judicial de Murray Rothbard que no permitiría la anulación del jurado, diciendo que mantiene "los mismos males económicos que se encuentren en el fondo, la razón misma de contención humana y el conflicto".